# Nădlac, Csongrád
Nădlac sau Nădlacul Unguresc (în maghiară Nagylak) este un sat în districtul Makó, județul Csongrád, Ungaria, având o populație de 497 de locuitori (2011). 

## Demografie
Componența etnică a satului Nădlac
     Maghiari (91%)
     Români (6,07%)
     Romi (1,05%)
     Slovaci (1,05%)
     Germani (0,84%)
Componența confesională a satului Nădlac
     Fără religie (31,99%)
     Reformați (8,25%)
     Luterani (4,63%)
     Ortodocși (1,41%)
     Atei (1,41%)
     Necunoscută (52,31%)
Conform recensământului din 2011, satul Nădlac avea 497 de locuitori. Din punct de vedere etnic, majoritatea locuitorilor (91,0%) erau maghiari, existând și minorități de români (6,07%), romi (1,05%) și slovaci (1,05%). Nu există o religie majoritară, locuitorii fiind persoane fără religie (31,99%), reformați (8,25%), luterani (4,63%), atei (1,41%) și ortodocși (1,41%). Pentru 52,31% din locuitori nu este cunoscută apartenența confesională.